# Dolmen von Mallée
Der Dolmen von Mallée (auch Pierre Levée genannt) liegt nordöstlich vom Weiler Mallée, östlich von Saint-Quentin-sur-Indrois in der Touraine im Département Indre-et-Loire in Frankreich. Dolmen ist in Frankreich der Oberbegriff für neolithische Megalithanlagen aller Art (siehe: Französische Nomenklatur).
Der rechteckige Dolmen aus Kalkstein und „Meulière Lacustre“ misst etwa 4,0 × 5,5 Meter und besteht aus sechs Elementen. Neben der Deckenplatte gibt es zwei Tragsteine auf jeder Seite und einen Endstein. Die hintere Hälfte der Kammer wurde abgedichtet und mit Trockenmauerwerk abgetrennt, so dient sie den Landwirten als Stall und Unterstand. Der Dolmen ist in der Vergangenheit durchsucht worden. Gefunden wurden Keramik, Bronzegegenstände, Fragmente menschlicher Knochen und Tierreste.
In der Nähe liegt der Dolmen d’Hys.